# Saint-Léger, Mayenne
Saint-Léger là một xã của tỉnh Mayenne, thuộc vùng Pays de la Loire, tây bắc nước Pháp.